# Gustav Wolf (Architekt)

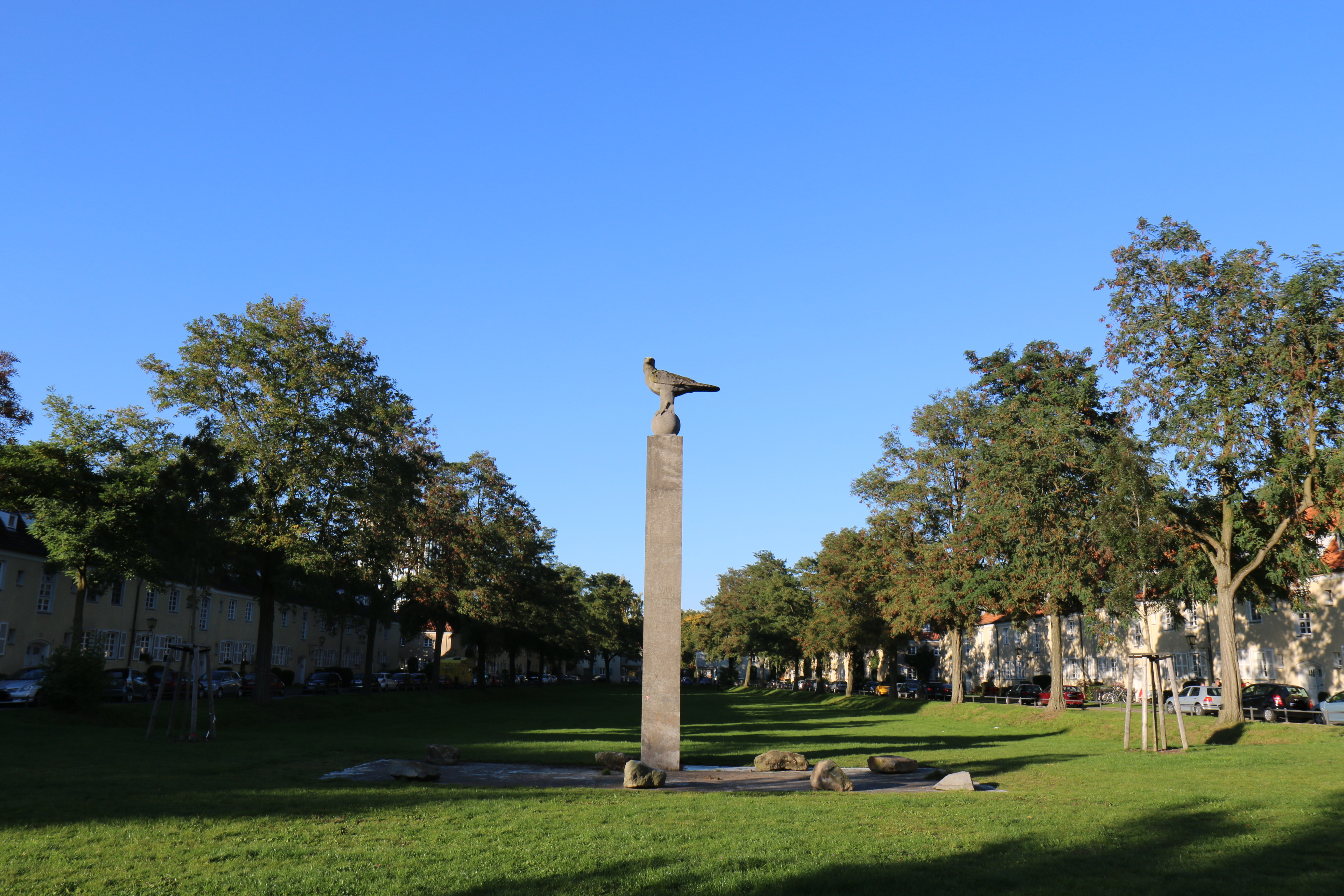
Anger der Siedlung Grüner Grund Münster, Gartenstadt (1922–27)

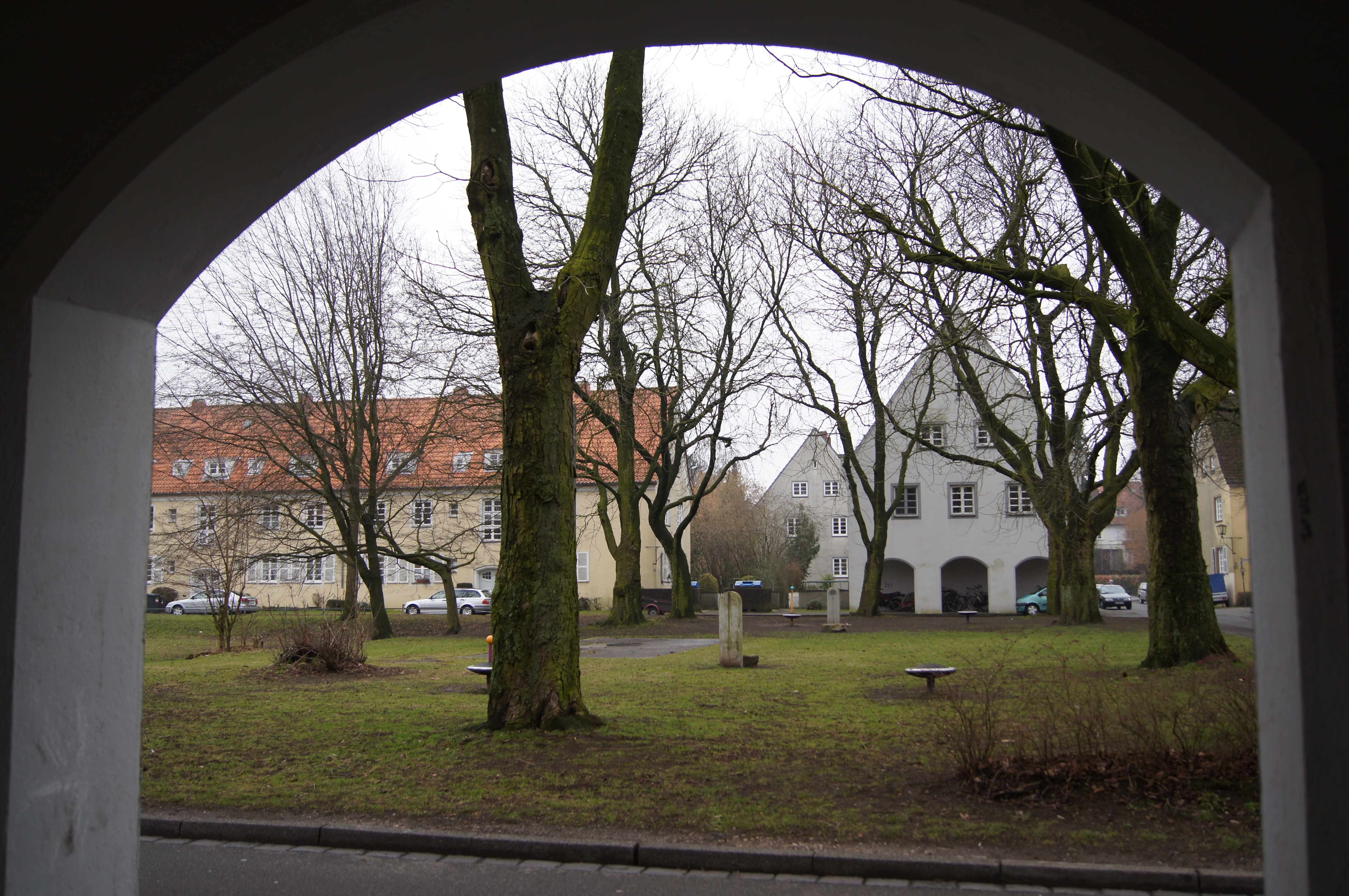
Gartenstadt Grüner Grund, Blick auf den Anger

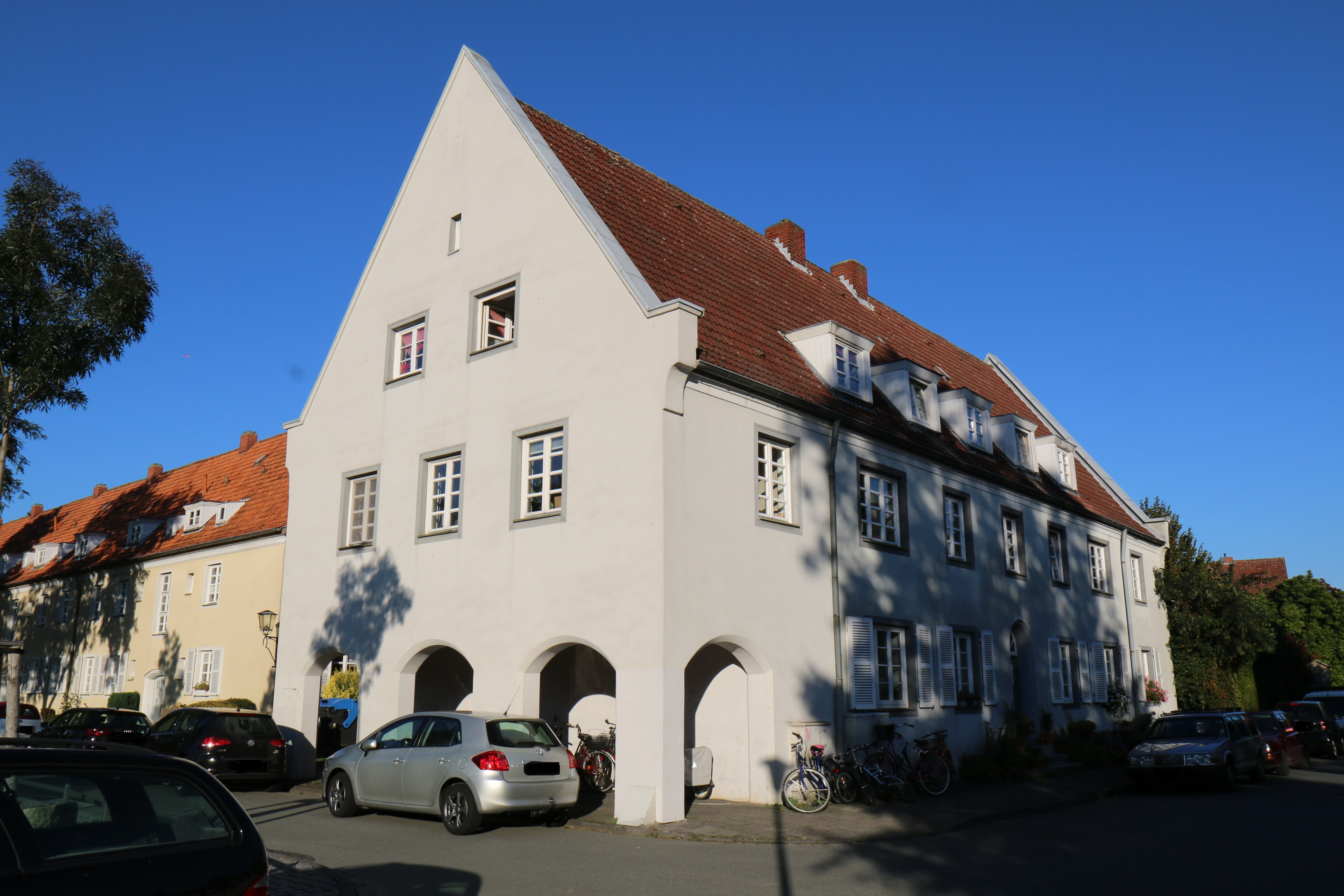
Grüner Grund 26

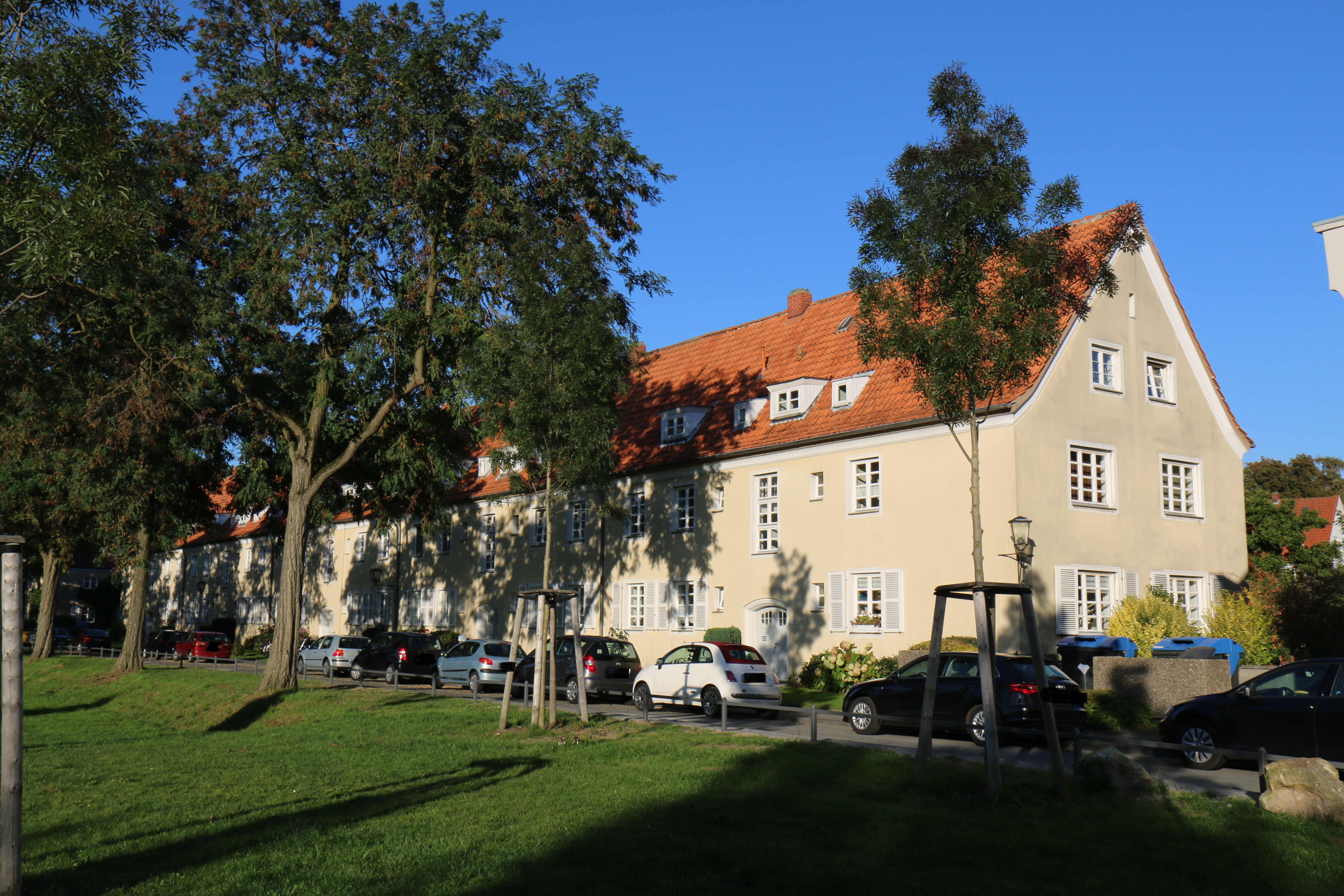
Grüner Grund 1–37

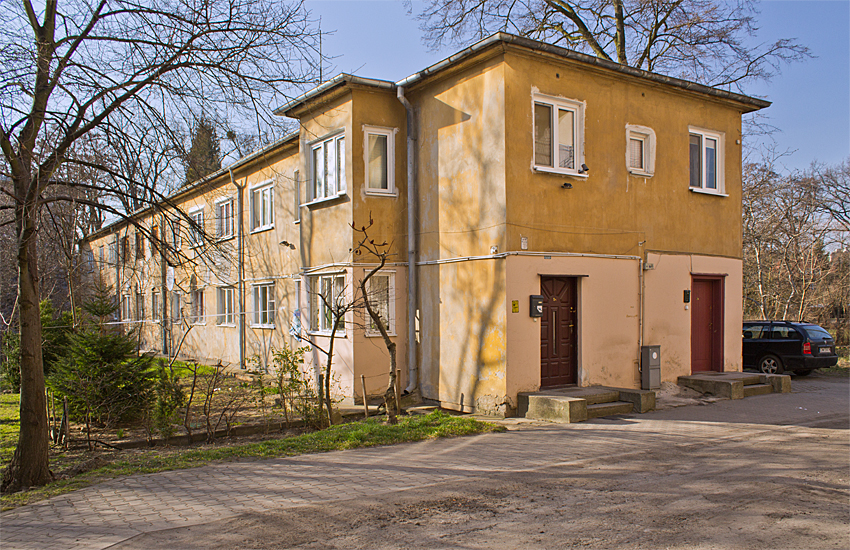
WuWa Breslau, Haus 3–6 (1929)

Gustav Wolf (* 28. November 1887 in Osterode am Harz; † 1963 in Münster) war ein deutscher Architekt, Baubeamter und Hochschullehrer.

## Leben
Nach seiner Schulzeit, Handwerkspraxis in Gera und der Zeichenlehrerprüfung an der Kunstschule Breslau studierte Gustav Wolf bei Theodor Fischer Architektur an der Technischen Hochschule München. Danach arbeitete er im Büro von Paul Schmitthenner bei den Planungen zur Villenkolonie Carlowitz in Breslau und zu den Berliner Siedlungen Gartenstadt Staaken und Am Fischtalgrund. Von 1915 bis 1919 wirkte er als Bezirksarchitekt beim Wiederaufbau von Ostpreußen, von 1919 bis 1920 als Kreisbaumeister von Merseburg, von 1920 bis 1922 als Stadtarchitekt von Soest (Westfalen) und anschließend bis 1927 als Baudirektor der Wohnungsfürsorgegesellschaft Westfälische Heimat in Münster, wo er als leitender Architekt die Gartenstadt Habichtshöhe/Grüner Grund plante und errichtete.
1927 wurde er Leiter der Handwerker- und Kunstgewerbeschule in Breslau. Er beteiligte sich 1929 an der Werkbundsiedlung Breslau mit einem Achtfamilienhaus (Haus 3–6) und einem Doppelwohnhaus (Haus 32/33, zerstört).
Es folgte 1934–38 eine Lehrtätigkeit an der Staatsbauschule Berlin-Neukölln. Bei seiner Forschungsarbeit galt Wolfs Interesse nun zunehmend dem ländlichen Bauwesen in vorindustrieller Zeit. Als der Verband Deutscher Architekten- und Ingenieurvereine sein 1906 herausgegebenes Darstellungswerk Das Bauernhaus im Deutschen Reiche und seinen Grenzgebieten überarbeiten wollte, berief der Verbandsvorsitzende August Hertwig einen Ausschuss, der unter dem Titel Haus und Hof deutscher Bauern die Herausgabe einer nach Landschaften gegliederten, mehrbändigen Dokumentation zur Entwicklung des ländlichen Bauwesens in Deutschland erarbeiten sollte. Wolf wurde zum Leiter des hierzu gegründeten sogenannten „Bauernhofbüros“ ernannt. Seine Vorstellungen gingen in Richtung „möglichst vollständig umschreibenden Aufnahme“ der ländlichen Architektur, in deren Mittelpunkt „die Lebens-Einheit des einzelnen Gehöftes“ stehen sollte. 1940 erschien der erste Band über Schleswig-Holstein mit einem Geleitwort von Fritz Todt. 1938 wurde Wolf Landesbaupfleger von Westfalen beim Provinzialverband der Provinz Westfalen in Münster. Er nahm das inzwischen der "Fachgruppe Bauwesen im NS-Bund Deutscher Technik" unterstellte und nur ehrenamtlich geführte Bauernhofbüro mit und konnte so die Forschungsarbeit zu den Bauernhäusern fortsetzen. 
Nach dem Krieg konnte er seine Stelle als Landesbaupfleger behalten. Am 15. November 1946 wurde er Mitglied der Akademie für Städtebau und Landesplanung und seit dem 11. Oktober 1950 Mitglied des Forschungsbeirates beim Wohnungsbauministerium.:174 Das Bauernhofbüro formte er 1950 in den noch bestehenden Arbeitskreis für Hausforschung e. V. als gemeinnützigen Verein um und hatte bis 1955 dessen Vorsitz inne.
Das Werk von Gustav Wolf zeichnet sich in Theorie und Praxis durch eine „Synthese von alter Tradition und moderner Zivilisation“ aus.:170

## Ehrungen
- 1951: Ehrendoktorwürde der Technischen Hochschule Hannover.
- 1953: Carl-Friedrich-Gauß-Medaille und Bundesverdienstkreuz 1. Klasse.

## Schriften (Auswahl)
- Mitteldeutschland. (= Die schöne deutsche Stadt) München 1911.
- Süddeutschland. (= Die schöne deutsche Stadt) München 1912.
- Norddeutschland. (= Die schöne deutsche Stadt) München 1913.
- An einen werdenden Baumeister. München 1934.
- Schleswig Holstein. (= Haus und Hof deutscher Bauern) Aschendorff, Münster 1940.
- Haus und Straße im Vorort. Beobachtungen über Würfelhäuser und Vorschläge zu ihrer Vermeidung. Georg D. W. Callwey, München 1940
- Vom Grundriss der Volkswohnung. Otto Meyer Verlag, Ravensburg 1950.
- Der Drempel am Kleinhaus. Aschendorff, Münster 1954.
- Schöne ländliche Wohnstuben. Landwirtschaftsverlag, Hiltrup bei Münster 1956.